# ماءالسماء بنت مظفر
ماءالسماء بنت مظفّر رسولی با لقب ارزشمند (به عربی: الجهة الکريمة) (؟ - ۱۳۲۴م) (نسب: ماءالسماء بنت مظفّر بن یوسف بن عمر) امیربانو و نیکوکار یمنی بود. او بنیانگذار مدرسهٔ واثقیه در زبید است که مبلغی بسیار برای ساخت آن وقف کرد؛ همچنین پس از ساخت اوقاف بسیاری از املاک خود به آن مدرسه اختصاص دارد. در روستای التربیة از روستاهای زبید درگذشت.